# Cabotaje

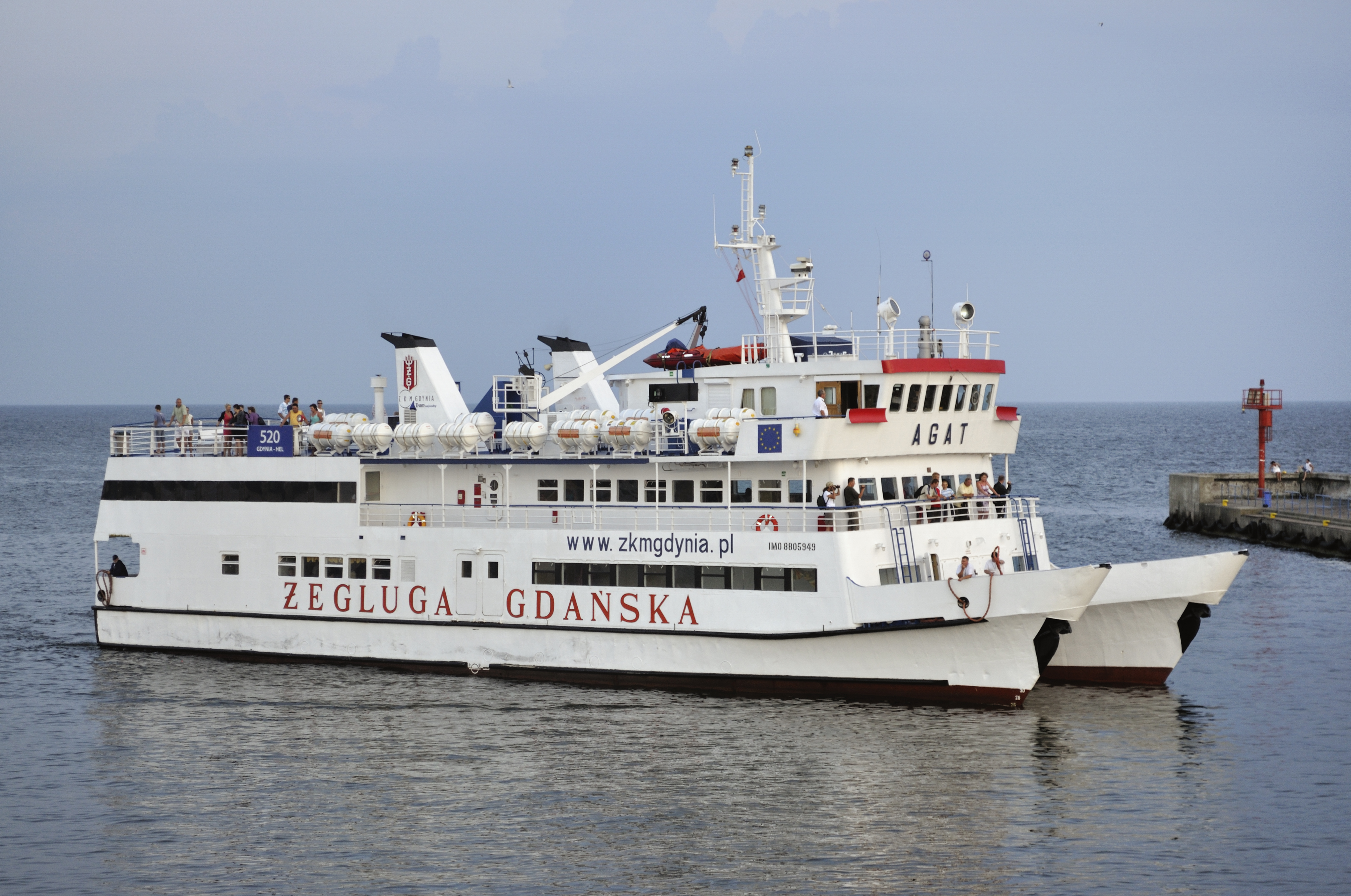
Fotografía tomada en Hel después de la conferencia Wikimania 2010. Ferry Agat.

El cabotaje es el transporte de personas, mercancías o equipajes entre diversos lugares del territorio de un Estado (puertos, aeropuertos, etc.) sin abandonarlo. Originalmente se refería a la navegación, pero actualmente se aplica también al transporte aéreo y al transporte terrestre.

## Etimología
Etimológicamente significa navegar de cabo en cabo y probablemente proviene del vocablo francés «caboter», que se refiere a la navegación realizada entre cabos (o de cabo a cabo), ya que esta es la enfilación que toma el patrón como siguiente punto a sortear en la línea de costa durante la navegación hacia un destino remoto.

## Descripción
En términos navales, el cabotaje es el transporte de carga y pasajeros entre puertos de un mismo país, navegando relativamente cerca de la costa.
En aeronáutica se realiza la distinción entre un «vuelo internacional» y un «vuelo de cabotaje» por la diferencia fundamental de que el segundo no requiere de trámites adicionales de aduana y migraciones. En inglés, la lengua internacional de la aeronáutica, se denomina domestic flight, concepto que también puede traducirse como «vuelo nacional».

## Historia
Existe la teoría de que el nombre de esta navegación de costa se acuña gracias a Sebastián Caboto, explorador marino que recorrió la costa oriental de América del Norte durante el siglo XVI, aplicando este sistema de navegación.
En España, los viajes realizados por empresas o particulares transportistas de la Unión Europea, tienen la jerarquía legal de transporte de cabotaje.